# 狂気より愛をこめて
『狂気より愛をこめて』（きょうきよりあいをこめて）は、PLAYISMより発売されたゲームソフト。
2023年7月18日にSteamプラットフォームにて配信。2025年5月29日にシナリオとエンディングを追加したNintendo Switch移植版が発売、同年5月30日にSwitch版の追加シナリオを収録したDLC「どどすこラブラブコンテンツパック」がSteam向けに配信された。
本作は、4人の男性との恋物語を描いたアドベンチャーゲームであり、いずれも会話がかみ合わないという共通点を持つ。

## システム
本作は選択肢によって好感度が変化するマルチエンディング方式のアドベンチャーゲームである。冒頭ではプレイヤーの名前や一人称を設定するほか、性的要素を抑えた「配信モード」と、「通常モード」の2種類のモードを選べる。
物語は1年間の学園生活を描いており、月の前半と後半にセーブポイントが用意されている。1月になると、荒川が主人公に好きな人の顔を思い浮かべるよう話しかけ、その中から表示される選択肢を選ぶ。3月では主人公が攻略対象者に告白するイベントが発生し、ここで多くのイベントを一緒に過ごした者に告白すると物語が進む。攻略対象者には2種類のエンディングが用意されている。なお、3月までのイベントであまり仲良くなれなかったキャラクターに告白した場合は振られてゲームオーバーとなる。
また、メニュー画面のログ機能ではテキストを読み返すだけでなく、ゲーム本編では描かれていないことが明らかになる仕掛けが施されている。

## 内容
主人公は、これまで通っていた学校が爆発したことに伴い、私立古詩庵歌羅芽琉院（こしあんからめるいん）学園へ転入してきた高校2年生である。ゲーム冒頭で選択可能な一人称は「私」「僕」「某」の3種類あり、主人公の性別はプレイヤーの想像にゆだねられる。
主人公以外のメインキャラクターとして、アオルタ、佐伯祐介、荒川修司、そして田村マシュマロの4人が登場する。
うちアオルタは学園の生徒会長であり、転校してきたばかりの主人公をサポートしてくれるものの、プレイヤーには全く理解できない言語で会話してくるため、イントネーションや表情から彼の伝えようとしていることを推測することになる。
佐伯 祐介は、かつて主人公と同じ学校に通っていた少年であり、転校後も同じクラスとなった。当初主人公は彼の人柄をあまり好いていなかったが、だんだんその明るく人懐っこい性格を受け入れるようになる。佐伯は、無関係の単語同士をつなげる話し方をする一方、いきなりまともな会話をする場面もある。学園ではゲーム部に所属している。
荒川修司は学園の保健医であり、悩み事も聞いてくれたと思いきや、わけのわからない会話をするときもある。また、普段は温厚だが、腹黒い一面を見せるときもある。
田村 マシュマロは他人の飲み物を欲しがるなど食への関心が強いものの、他人への警戒心は強く、何かと人を罵倒する一方、他の3人よりも会話が成立しやすい人物として設定されている。また、ある場面では主人公にオカルト部へ入部しないと死ぬという警告をする。
このほかにもサブキャラクターとして、オカルト部の部長・マキシマム穴子が登場する。
Nintendo Switch版では、追加シナリオとして、登場人物たちが入れ替わってしまう騒動を描いたものや、主人公と4人の男性のどちらかが吸血鬼になる物語が追加された。

## 開発
本作は元々jamsanpoidが学生時代から制作していたゲームである。jamsanpoidの就職先であるVampireK.K.代表のかとうは、この作品を会社の事業として開発することを決め、ゲーム制作以外の部分を支援した。

### Nintendo Switchへの移植
元々本作はNintendo Switchへの展開を予定していなかったが、かとうは本作を盛り上げたいという想いと、jamsanpoidの才能を多くの人に知ってもらいたいと考え、移植の計画を立てた。ところが、オリジナル版の開発に使用したツール・ティラノビルダーがNintendo Switchに対応していなかったことが判明し、ゲームエンジンの変更、すなわちフルスクラッチで作り直す必要があった。かとうと古くから付き合いのあったOdencatのDaigoが、Nintendo Switch版の移植をOdencatを引き受け、これがOdencatにとっての初めての移植の仕事となった。
Daigoが引き受けた背景の一つには、自社で開発したOdencatエンジンの機能で、本作の移植をおおむねカバーできるという見立てがあった。作業にかかる負担から目コピでの移植ではなく、ティラノスクリプトからOdencatエンジンへのコンバータを作成することとなった。とはいえ、Odencatエンジンではカバーできない部分を実装する必要があり、それなりに大変だったとDaigoはのちに述懐している。
また、Nintendo Switchは物理メモリがPCよりも小さいことに加え、オリジナル版は立ち絵が多く、フルボイスだったため、複数の箇所でクラッシュが起きていた。調査の結果、プレイ内容に関係なく、時間が経つと物理メモリの使用量が上限に達することが判明した。音声データやテクスチャのライフタイム管理の強化、そしてガベージコレクションのタイミングを増やすといった措置が取られた。

## 評価
タレントの十束おとははニュースサイト「RealSound」に寄せた記事の中で、キャラクターの背景を考えながら物語を進めるため、恋愛ゲームだけでなく推理ゲームのような楽しさもあったと評している。
ライターの吉田輝和は「Game*Spark」に寄せた記事の中で、序盤はどのキャラクターも意味不明なことばかりしゃべっていたが、プレイするにつれなんとなく彼らの感情を理解できるようになったのが不思議だと述べている。吉田は、普通のアドベンチャーゲームのシステムながらも、キャラクターの個性がとがっているため、唯一無二の作品になったと評している。